# أحمد الجواشي
أحمد الجواشي (مواليد 13 يوليو 1975) هو لاعب كرة قدم. يلعب مع منتخب تونس لكرة القدم. سبق له أن لعب في كأس العالم لكرة القدم مع منتخب بلاده.

## الروابط الخارجية
- أحمد الجواشي على موقع الاتحاد الدولي (مؤرشف)  (الإنجليزية)
- أحمد الجواشي على موقع قاعدة بيانات كرة القدم.إي يو (الإنجليزية)
- أحمد الجواشي على موقع ناشيونال فوتبول تيمز (الإنجليزية)
- أحمد الجواشي على موقع Soccerway.com (الإنجليزية)
- أحمد الجواشي على موقع Soccerway.com (الإنجليزية)